# 臺北市大同區大同國民小學
25°03′54″N 121°31′01″E / 25.065025°N 121.516872°E
臺北市大同區大同國民小學（簡稱大同國小）為臺灣臺北市大同區的一所小學，其源自1937年設立的圓山公學校。

## 校史
由於臺北市大稻埕地區的學童逐漸增加，當局已在1934年新設宮前公學校，然而日新公學校仍約有2,700名學生，因此在1937年3月30日新設「圓山公學校」（原址在蘭州國中），而學校暫時寄讀於日新公學校、大橋公學校。1941年4月1日，學校配合國民學校令實施而改制為「圓山國民學校」，當時的地址為臺北市大龍峒町206番地。
二戰後，學校在1946年改為「大同國民學校」。在1951年，因將校舍讓給「臺北市立商業職業學校」（今士林高商，1970年在遷至士林，原址改為蘭州國中）而面臨廢校，後經家長會積極請願，遂於同年往南遷至現址。在1968年，配合九年國民教育改名為「大同國民小學」至今。